# Dioulatiédougou
Dioulatiédougou est une ville du nord de la Côte d'Ivoire, en Afrique de l'ouest. C'est une sous-préfecture du département d'Odienné, dans la région de Kabadougou, district du Denguélé.
La population y est essentiellement constituée de Malinkés.